# Mannen på balkongen (roman)
Mannen på balkongen är en roman av Sjöwall Wahlöö som först kom ut 1967. Boken filmatiserades 1993 med samma namn med Gösta Ekman som Martin Beck. Boken är den tredje i Sjöwall Wahlöös serie Roman om ett brott.
Boken har även givits ut som tecknad serie av Mats Ekberg på Alvglans förlag 1989.
Förlagan till historien var seriemördaren John Ingvar Lövgren, som erkände fyra mord mellan åren 1958 och 1963. De två sista morden på två små flickor företer stora likheter med morden i Mannen på balkongen. I ett av de riktiga Lövgren-fallen, som inbegrep en liten flicka var nyckelvittnen jämnåriga lekkamrater till offret. I romanen är ett av nyckelvittnena en pojke i samma ålder. Mördaren i romanen bor i anslutning till parken där morden förövas, precis som Lövgren bodde i anslutning till Vitabergsparken, där ett av hans barnamord ägde rum.

## Handling
En ung flicka påträffas död och våldtagen i en park. Snart upptäcker kommissarie Martin Beck, att det finns två vittnen; en pojke som är tre år och en efterlyst rånare, men deras vittnesmål ger inget konkret. Men i Becks bakhuvud gnager en ledtråd om en man på en balkong. Denne man kan visa sig vara betydelsefull.